# Panjer (Plosoklaten)
Panjer is een bestuurslaag in het regentschap Kediri van de provincie Oost-Java, Indonesië. Panjer telt 1219 inwoners (volkstelling 2010).